# Philodendron ruizii
Philodendron ruizii är en kallaväxtart som beskrevs av Heinrich Wilhelm Schott. Philodendron ruizii ingår i släktet Philodendron och familjen kallaväxter. Inga underarter finns listade.